# اووک ریج (کارولینای شمالی)
اووک ریج (به انگلیسی: Oak Ridge) شهری در ایالت کارولینای شمالی کشور ایالات متحده آمریکا است که جمعیت آن در سرشماری سال ۲۰۱۰ میلادی، ۶٬۱۸۵ نفر بوده‌است.
این شهر به دلیل آب و هوای مناسب همواره مورد توجه ساکنین آمریکا بوده و شهری توریست پذیر به حساب می آید.
آقای رای کامبز[Ray Combs] شهردار اووک ریچ،در تلاش برای پیشرفت صنعت گردشگری منطقه میباشد.